# 亞歷山大·佩西奇
亞歷山大·佩西奇（1993年5月21日—）是一位塞爾維亞足球運動員。在場上的位置是前鋒。他現效力以色列球隊特拉維夫馬卡比。他曾代表塞爾維亞U21國家足球隊參賽。